# Trachypithecus

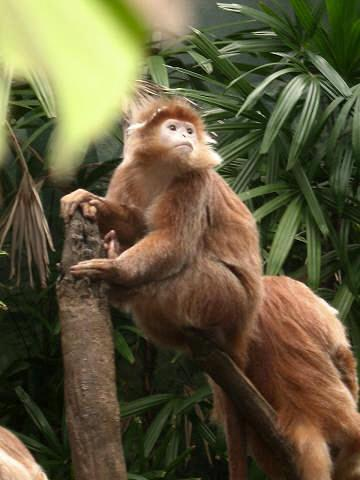
Trachypithecus auratus

Los lutungs (Trachypithecus) son un género de primates catarrinos de la familia de los cercopitécidos, constituidos por diecisiete especies; se encuentran en el Sureste Asiático (noreste de la India, sur de China, Borneo, Tailandia, Java y Bali); en el sur de la India y en Sri Lanka.

## Evolución
Los análisis genéticos indican que los ancestros de los lutungs modernos, se separaron hace aproximadamente tres millones de años a finales  del Plioceno. Las especies vivientes se originaron durante el Pleistoceno, debido a los cambios de hábitat ocurridos durante la Edad de Hielo. Los fósiles más antiguos que se conocen, de los cuales se tiene certeza pertenecen al género datan del Pleistoceno Medio en Vietnam y Laos; otros fósiles más recientes se hallaron en Tailandia, Java y Sumatra. Los géneros más emparentados con los lutungs son probablemente los langures grises o los surilis, sin embargo las relaciones exactas no están suficientemente aclaradas, posiblemente a causa de la hibridación entre los diferentes géneros durante su curso evolutivo reciente.

## Descripción
Tienen contextura delgada y cola larga. El color del pelo varía según la especie, desde negro y gris hasta castaño, anaranjado y amarillo. Varias especies tienen diseños en el manto y la parte inferior brillante. El pelo en la cabeza es frecuentemente comparado con una capucha o una cofia. De pulgares cortos, sus brazos son también cortos con relación a las patas. Las partes inferiores de sus manos y pies no tienen pelo y están adaptadas para agarrarse a las ramas. La estatura fluctúa entre los 40 y 80 cm y el peso entre 5 y 15 kg, siendo los machos generalmente más grandes que las hembras. Una convexidad sobre los ojos, así como otros detalles de la cabeza, permiten diferenciarlos de los surilis.

## Alimentación
Son herbívoros, principalmente comen hojas y además frutos y retoños. Para digerir hojas gruesas ellos desarrollan un estómago de varias secciones.

## Hábitat y comportamiento
Habitan en los bosques, principalmente en las selvas y en algunos casos en bosques de montaña. De hábitos diurnos, son más activos en la madrugada y en las tardes; pasan gran parte del tiempo en los árboles, agarrándose de sus cuatro extremidades para pasar de rama en rama. También pueden saltar de un árbol a otro.
Viven en grupos de 5 a 20 individuos, frecuentemente en forma de harem, de un solo macho con varias hembras. Los machos jóvenes deben dejar su grupo al madurar, por lo que conforman grupos de solteros. Son territoriales y se comunican emitiendo sonidos, por ejemplo gritos para amenazar a quienes entran a su territorio. El acicalamiento mutuo entre miembros de un grupo desempeña un papel importante.
La gestación dura siete meses después de lo cual nace una cría. Muy rara vez nacen gemelos. Los recién nacidos tienen pelambre amarillo o dorado. La madre comparte sus responsabilidades en la crianza, con las demás hembras del harem. El destete ocurre durante el segundo semestre de vida y la madurez sexual a los 4 o 5 años de edad. La esperanza de vida es de 25 años.

## Especies
- Género Trachypithecus [1]
  - Grupo T. cristatus
    - Trachypithecus auratus
    - Trachypithecus cristatus
    - Trachypithecus germaini
    - Trachypithecus margarita[4]
    - Trachypithecus mauritius[4]
    - Trachypithecus selangorensis[4]

  - Grupo T. francoisi
    - Trachypithecus francoisi
    - Trachypithecus hatinhensis
    - Trachypithecus poliocephalus
    - Trachypithecus laotum
    - Trachypithecus leucocephalus[4]
    - Trachypithecus delacouri
    - Trachypithecus ebenus

  - Grupo T. obscurus
    - Trachypithecus barbei[4]
    - Trachypithecus crepusculus[4]
    - Trachypithecus obscurus
    - Trachypithecus phayrei

  - Grupo T. pileatus
    - Trachypithecus pileatus
    - Trachypithecus shortridgei
    - Trachypithecus geei

Aún sin clasificar:
- Trachypithecus popa[4]
- Trachypithecus melamera[4]

Cambios:

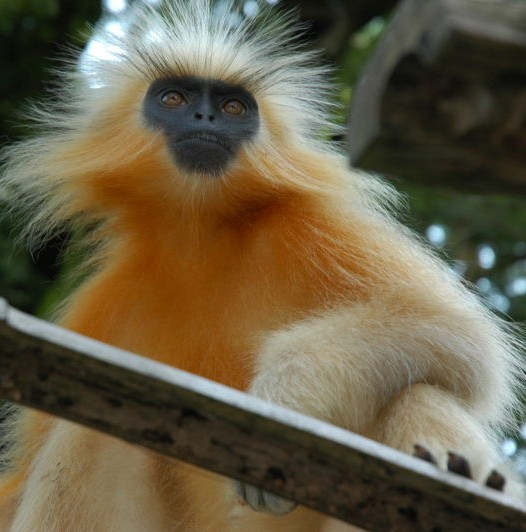
Trachypithecus geei

- Trachypithecus vetulus es desde 2012 un sinónimo Semnopithecus vetulus[5][4]
- Trachypithecus johnii es desde 2012 un sinónimo Semnopithecus johnii[5][4]